# Iskæmi
Iskæmi er en restriktion i blodtilførsel til væv hvilket skaber et mangel på ilt og glukose, som der kræves i cellulær metabolisme (for at holde vævet i live). Iskæmi skyldes generelt problemer med blodårer, med resulterende skade på eller dysfunktion i væv. Det betyder også at lokal anæmi i en given del af kroppen der nogle gange skyldes overbelastning (såsom vasokonstriktion, trombose eller emboli). Iskæmi omfatter ikke kun mangel på ilt, men også reduceret tilgængelighed af næringsstoffer og utilstrækkelig fjernelse af metaboliske affaldsstoffer. Iskæmi kan være delvis (dårlig perfusion, det er, malperfusion) eller total.